# Deep Impact
「Deep Impact」（ディープ・インパクト）は、Dragon Ashの7枚目のシングル。2000年3月15日発売。発売元は JVCケンウッド・ビクターエンタテインメント / HAPPY HOUSE

## 解説
ラッパ我リヤをフィーチャリングして発表。
この作品でVo.・Gt.の降谷建志は自らロックの最前衛に位置している事を認識、自らの天性の才能と努力を自画自賛。山田マン、Qとの濃厚で攻撃的なラップが繰り広げられる。
シングルの累計売上は70万枚以上を記録。
トラックは1988年に発売されたEric B. & RakimのMicrophone Fiendを意識し同じ元ネタを使用。
元ネタはイギリス出身のファンク、ソウル/R&Bのバンドアヴェレージ・ホワイト・バンドの1975年に発売されたSchool Boy Crush。
MVにはSBKのHAKUCHOがギターで出演。
SONYの「MDウォークマン」のCMソング。
ラッパ我リヤのDJ TOSHIは正式加入前のため参加しておらず、MVも登場していない。
サンプリング曲の権利問題で長らく音楽配信では発売されていなかったが、問題が解消されたことで2012年8月8日から携帯電話でのダウンロード販売が、同年8月22日からiTunes Storeやスマートフォンでのダウンロード販売が開始された。

## 収録曲
作詞・作曲：降谷建志（特記以外）　編曲：Dragon Ash
1. Deep Impact （4:32）
  - 作詞・降谷建志/Q/山田マン
2. Deep Impact （DJ Krush Remix） （4:25）
  - REMIXED BY DJ KRUSH
3. Lily Da Kid （3:31）
  - 作詞・作曲：降谷建志
4. 休日 （Kyuujitsu） （4:08）
  - 作詞・作曲：降谷建志

## 収録アルバム
＃1
- 『LILY OF DA VALLEY』（2001年3月14日）
- 『The Best of Dragon Ash with Changes Vol.2』(2007年9月5日)
- 『LOUD & PEACE』(2012年8月22日)